# Sally the Sleuth

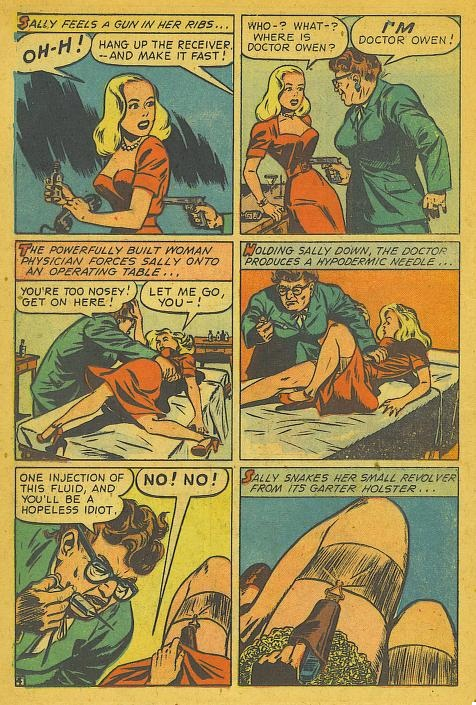
Sally the Sleuth em Crime Smashers #8 (janeiro de1952), art by Keats Petree

Sally the Sleuth foi uma personagem de história em quadrinhos para adultos dos gêneros erótico e policial. Sally foi escrita para a revista Spicy Detective Stories.  Na década de 1950, foi publicada na revista Crime Smashers da editora Trojan.
Em 2019, foi lançada uma campanha de financiamento coletivo no site Kickstarter para republicar suas histórias.